# Орехова, Вероника Паповна
Вероника Паповна Орехова (1929—2017) — советский и российский художник-керамист, специалист в области декоративно-прикладного искусства. Почётный член РАХ (2016). Член СХ СССР (1960) и МСХ (1963).  Заслуженный художник Российской Федерации (1997). Народный художник Российской Федерации (2006).

## Биография
Родилась 28 августа 1929 года в городе Тула.
Училась в Московском высшем художественно-промышленном училище (1945-53).
С 1958 года В. П. Орехова участник московских, всероссийских, всесоюзных и международных выставок декоративно-прикладного искусства по керамике проводившихся в Польше, Германии, Венгрии и Австрии, где В. П. Орехова в 1959 году была удостоена первой премии и золотой медали. В. П. Орехова  была так же участником международных биеннале керамики в Италии, Чехословакии и Франции, где в 1976 году была награждена Специальным дипломом и премией.
В 1972, 1982 и 1993 годах В. П. Орехова была участницей персональных выставок в городе Москва.  Четырежды — в 1969, 1997, 1999 и 2005 годах награждалась — дипломами Союза художников РСФСР, Союза художников России и Московского союза художников.
Основные художественные работы В. П. Ореховой по керамике это такие работы как:  «Россия», «Мифы», «Старый и Новый Завет», «Космос», «Авиация», «Эллада», «Джипси», декоративная вазы — «Серафимы» и «Созвездие Пегаса» (хранятся в музее-заповеднике «Царицыно»), композиция ваз — «Венок павшим» и «Венок победителям». Художественные произведения В. П. Ореховой представлены в — Государственном историко-архитектурном, художественном и ландшафтном музее-заповеднике «Царицыно», Музее-усадьбе «Кусково», Государственной Третьяковской галерее и Государственном Русском музее, а также в зарубежных и частных коллекциях.
С 1960 года В. П. Орехова была избрана — членом Союза художников СССР, в 1963 году — членом Московского союза художников.
9 июля 1992 года «за цикл работ в керамике "Моя Россия"» В. П. Ореховой была присуждена Премия Правительства Москвы в области литературы и искусства.
В 1997 году Указом Президента Российской Федерации В. П. Ореховой было присвоено почётное звание — Заслуженный художник Российской Федерации, в 2006 году — Народный художник Российской Федерации.
15 марта 2016 года В. П. Ореховой было присвоено почётное звание — Почётный член Российской академии художеств.
Умерла 21 ноября 2017 года в Москве. Прах захоронен в колумбарии на Донском кладбище.

## Награды

### Звания
- Народный художник Российской Федерации (2006)
- Заслуженный художник Российской Федерации (1997)

### Другие награды
- Почётная грамота и Диплом Совета Министров РСФСР (1967, 1968)
- Премия Правительства Москвы в области литературы и искусства (1993)
- Золотая медаль СХР (2012)